# Kotaro Iba
Kotaro Iba (射庭 康太朗 Iba Kotaro?), född 7 december 1995 i Osaka prefektur, är en japansk fotbollsspelare.
Iba började sin karriär 2018 i Montedio Yamagata. 2019 flyttade han till Iwate Grulla Morioka.